# Abigail Spears
Abigail Spears (Valley Center, Kalifornia, 1981. július 12. –) amerikai hivatásos teniszezőnő, Grand Slam-tornagyőztes.
2000-ben kezdte profi pályafutását. 21 páros WTA-tornát nyert meg, emellett nyolc egyéni és huszonegy páros ITF-torna győztese. Legjobb egyéni világranglista-helyezése hatvanhatodik volt, ezt 2005 júniusában érte el, párosban a 10. helyre került 2015. március 2-án.
A Grand Slam tornákon párosban ért el kiemelkedő eredményeket. Vegyes párosban győzött a 2017-es Australian Openen, és döntőt játszott a US Openen 2013-ban és 2014-ben. Női párosban elődöntős volt a 2014-es Australian Openen, valamint Wimbledonban 2015-ben és 2016-ban.

## Grand Slam-döntői

### Vegyes páros

#### Győzelmei (1)
| Év   | Torna           | Borítás | Partner              | Ellenfelek a döntőben    | Eredmény a döntőben |
| 2017 | Australian Open | Kemény  | Juan Sebastián Cabal | Szánija Mirza Ivan Dodig | 6–2, 6–4            |

#### Elveszített döntői (2)
| Év   | Torna   | Borítás | Partner           | Ellenfelek a döntőben       | Eredmény a döntőben |
| 2013 | US Open | Kemény  | Santiago González | Andrea Hlaváčková Max Mirni | 6–7(5), 3–6         |
| 2014 | US Open | Kemény  | Santiago González | Szánija Mirza Bruno Soares  | 1–6, 6–2, [9–11]    |

## WTA-döntői

### Egyéni

#### Elveszített döntői (1)
| No. | Dátum             | Helyszín               | Borítás | Ellenfél a döntőben | Eredmény a döntőben | Eredmény a döntőben |
| 1.  | 2004. november 7. | Bell Challenge, Québec | Kemény  | Martina Suchá       | 5–7, 6–3, 2–6       |                     |

### Páros

#### Győzelmei (21)
| Összesítés           |                        |
| Grand Slam-torna (0) |                        |
| Tier I (0)           | Premier Mandatory* (0) |
| Tier II (0)          | Premier Five* (2)      |
| Tier III (1)         | Premier* (8)           |
| Tier IV (1)          | International* (8)     |
| Tier V (1)           | Challenger* (0)        |
| WTA Finals (0)       |                        |

* 2009-től megváltozott a tornák rendszere.
 Az egymás mellett azonos színnel jelölt tornatípusok között nincs teljes mértékű megfelelés.
|     | Dátum                | Torna                                                         | Borítás | Partner            | Ellenfelek a döntőben              | Eredmény a döntőben | Eredmény a döntőben |
| 1.  | 2003. január 5.      | ASB Classic, Auckland, Új-Zéland                              | Kemény  | Teryn Ashley       | Cara Black Jelena Lihovceva        | 6–2, 2–6, 6–0       |                     |
| 2.  | 2004. augusztus 15.  | Odlum Brown Vancouver Open, Vancouver, Kanada                 | Kemény  | Bethanie Mattek    | Els Callens Anna-Lena Grönefeld    | 6–3, 6–3            |                     |
| 3.  | 2005. július 24.     | Cincinnati Masters, Cincinnati, Egyesült Államok              | Kemény  | Laura Granville    | Květa Peschke María Emilia Salerni | 3–6, 6–2, 6–4       |                     |
| 4.  | 2009. május 10.      | Estoril Open, Estoril, Portugália                             | Salak   | Raquel Kops-Jones  | Sharon Fichman Marosi Katalin      | 2–6, 6–3, [10–5]    |                     |
| 5.  | 2009. szeptember 27. | Hansol Korea Open, Szöul, Dél-Korea                           | Kemény  | Csan Jung-zsan     | Carly Gullickson Nicole Kriz       | 6–3, 6–4            |                     |
| 6.  | 2011. szeptember 18. | Bell Challenge, Québec, Kanada                                | Kemény  | Raquel Kops-Jones  | Jamie Hampton Ana Tatisvili        | 6–0, 3–6, [10–6]    |                     |
| 7.  | 2012. július 23.     | Mercury Insurance Open, Carlsbad, Egyesült Államok            | Kemény  | Raquel Kops-Jones  | Vania King Nagyja Petrova          | 6–2, 6–4            |                     |
| 8.  | 2012. szeptember 23. | Hansol Korea Open, Szöul, Dél-Korea                           | Kemény  | Raquel Kops-Jones  | Oqgul Omonmurodova Vania King      | 2–6, 6–2, [10–8]    |                     |
| 9.  | 2012. szeptember 29. | Toray Pan Pacific Open, Tokió, Japán                          | Kemény  | Raquel Kops-Jones  | Anna-Lena Grönefeld Květa Peschke  | 6–1, 6–4            |                     |
| 10. | 2012. október 14.    | HP Open, Oszaka, Japán                                        | Kemény  | Raquel Kops-Jones  | Date Kimiko Heather Watson         | 6–1, 6–4            |                     |
| 11. | 2013. július 29.     | Bank of the West Classic, Stanford, Egyesült Államok          | Kemény  | Raquel Kops-Jones  | Julia Görges Darija Jurak          | 6–2, 7–6(4)         |                     |
| 12. | 2013. augusztus 5.   | Southern California Open, Carlsbad, Egyesült Államok          | Kemény  | Raquel Kops-Jones  | Csan Hao-csing Janette Husárová    | 6–4, 6–1            |                     |
| 13. | 2014. június 15.     | AEGON Classic, Birmingham, Egyesült Királyság                 | Fű      | Raquel Kops-Jones  | Ashleigh Barty Casey Dellacqua     | 7–6(1), 6–1         |                     |
| 14. | 2014. augusztus 18.  | Cincinnati Masters, Cincinnati, Egyesült Államok              | Kemény  | Raquel Kops-Jones  | Babos Tímea Kristina Mladenovic    | 6–1, 2–0 feladta    |                     |
| 15. | 2015. február 28.    | Qatar Total Open, Doha, Katar                                 | Kemény  | Raquel Kops-Jones  | Hszie Su-vej Szánija Mirza         | 6–4, 6–4            |                     |
| 16. | 2015. június 14.     | Nottingham Open, Nottingham, Nagy-Britannia                   | Fű      | Raquel Kops-Jones  | Jocelyn Rae Anna Smith             | 3–6, 6–3, [11–9]    |                     |
| 17. | 2015. október 18.    | Generali Ladies Linz, Linz, Ausztria                          | Kemény  | Raquel Kops-Jones  | Andrea Hlaváčková Lucie Hradecká   | 6–3, 7–5            |                     |
| 18. | 2016. július 23.     | Bank of the West Classic, Stanford, Egyesült Államok          | Kemény  | Raquel Atawo       | Darija Jurak Anastasia Rodionova   | 6–3, 6–4            |                     |
| 19. | 2017. február 18.    | Qatar Total Open, Doha, Katar                                 | Kemény  | Katarina Srebotnik | Olha Szavcsuk Jaroszlava Svedova   | 6–3, 7–6(7)         |                     |
| 20. | 2017. augusztus 6.   | Bank of the West Classic, Stanford, Amerikai Egyesült Államok | Kemény  | Coco Vandeweghe    | Alizé Cornet Alicja Rosolska       | 6–2, 6–3            |                     |
| 21. | 2018. június 17.     | Nottingham Open, Nottingham, Egyesült Királyság               | Fű      | Alicja Rosolska    | Mihaela Buzărnescu Heather Watson  | 6–3, 7–6(5)         |                     |

#### Elveszített döntői (10)
|     | Dátum                | Torna                                                                                     | Borítás   | Partner            | Ellenfelek a döntőben                         | Eredmény a döntőben | Eredmény a döntőben |
| 1.  | 2005. február 19     | Regions Morgan Keegan Championships and the Cellular South Cup, Memphis, Egyesült Államok | Kemény    | Laura Granville    | Yuka Yoshida Miho Saeki                       | 3–6, 4–6            |                     |
| 2.  | 2009. június 14.     | AEGON Classic, Birmingham, Nagy-Britannia                                                 | Fű        | Raquel Kops-Jones  | Cara Black Liezel Huber                       | 1–6, 4–6            |                     |
| 3.  | 2009. október 18.    | HP Open, Oszaka, Japán                                                                    | Kemény    | Chanelle Scheepers | Lisa Raymond Csuang Csia-zsung                | 2–6, 4–6            |                     |
| 4.  | 2011. augusztus 7.   | Mercury Insurance Open, San Diego, Egyesült Államok                                       | Kemény    | Raquel Kops-Jones  | Květa Peschke Katarina Srebotnik              | 0–6, 2–6            |                     |
| 5.  | 2012. január 7.      | Brisbane International, Brisbane, Ausztrália                                              | Kemény    | Raquel Kops-Jones  | Nuria Llagostera Vives Arantxa Parra Santonja | 6–7(2), 6–7(2)      |                     |
| 6.  | 2012. február 19.    | Qatar Ladies Open, Doha, Katar                                                            | Kemény    | Raquel Kops-Jones  | Liezel Huber Lisa Raymond                     | 3–6, 1–6            |                     |
| 7.  | 2013, szeptember 22. | KDB Korea Open, Szöul, Dél-Korea                                                          | Kemény    | Raquel Kops-Jones  | Csan Csin-vej Hszü Ji-fan                     | 5–7, 3–6            |                     |
| 8.  | 2014. február 22.    | Dubai Tennis Championships, Dubaj, Egyesült Arab Emírségek                                | Kemény    | Raquel Kops-Jones  | Alla Kudrjavceva Anastasia Rodionova          | 2–6, 7–5, [8–10]    |                     |
| 9.  | 2015. január 16.     | Apia International Sydney, Sydney, Ausztrália                                             | Kemény    | Raquel Kops-Jones  | Bethanie Mattek-Sands Szánija Mirza           | 3–6, 3–6            |                     |
| 10. | 2017. április 30.    | Porsche Tennis Grand Prix, Stuttgart, Németország                                         | Salak (f) | Katarina Srebotnik | Raquel Atawo Jeļena Ostapenko                 | 4–6, 4–6            |                     |

## Eredményei Grand Slam-tornákon

### Egyéni
2005 után egyéniben nem indult a Grand Slam-tornákon.
| Grand Slam | Australian Open | Australian Open | Roland Garros | Roland Garros    | Wimbledon | Wimbledon       | US Open  | US Open            |
| Év         | Eredmény        | Utolsó ellenfél | Eredmény      | Utolsó ellenfél  | Eredmény  | Utolsó ellenfél | Eredmény | Utolsó ellenfél    |
| 2004       | −               | −               | −             | −                | −         | −               | 1. kör   | Silvia Farina Elia |
| 2005       | 3. kör          | Patty Schnyder  | 1. kör        | Séverine Brémond | 1. kör    | Anne Kremer     | 1. kör   | Virginie Razzano   |

### Párosban
| Grand Slam | Australian Open            | Australian Open                         | Roland Garros             | Roland Garros                         | Wimbledon                 | Wimbledon                             | US Open                   | US Open                                |
| Év         | Eredmény Partner           | Utolsó ellenfél                         | Eredmény Partner          | Utolsó ellenfél                       | Eredmény Partner          | Utolsó ellenfél                       | Eredmény Partner          | Utolsó ellenfél                        |
| 1998       | –                          | –                                       | –                         | –                                     | –                         | –                                     | 1. kör Allison Bradshaw   | Caroline Dhenin Émilie Loit            |
| 1999       | –                          | –                                       | –                         | –                                     | –                         | –                                     | 1. kör Tiffany Brymer     | Liezel Horn Kimberly Po                |
| 2000       | –                          | –                                       | –                         | –                                     | –                         | –                                     | –                         | –                                      |
| 2001       | –                          | –                                       | –                         | –                                     | –                         | –                                     | 1. kör Jennifer Embry     | V Ruano Pascual Paola Suárez           |
| 2002       | 2. kör Kim Grant           | Natalie Grandin A van Exel              | 1. kör Kim Grant          | S Farina Elia Barbara Schett          | 1. kör Kim Grant          | Tina Križan Katarina Srebotnik        | 2. kör Kim Grant          | Lisa Raymond Rennae Stubbs             |
| 2003       | 1. kör Teryn Ashley        | Gubacsi Zsófia C Martínez               | 2. kör Teryn Ashley       | Cara Black J Lihovceva                | 1. kör Teryn Ashley       | Iva Majoli Barbara Rittner            | 2. kör Teryn Ashley       | Bianka Lamade A Miszkina               |
| 2004       | 1. kör Trudi Musgrave      | J Gyementyjeva L Krasznoruckaja         | 3. kör Bethanie Mattek    | Jill Craybas M Weingärtner            | 1. kör Jennifer Hopkins   | Cara Black Rennae Stubbs              | 1. kör Bethanie Mattek    | Jennifer Hopkins M Washington          |
| 2005       | 1. kör Anastasia Rodionova | Beti Sekulovski Cindy Watson            | –                         | –                                     | 3. kör Lisa McShea        | Sz Kuznyecova Amélie Mauresmo         | 1. kör Lisa McShea        | Cara Black Rennae Stubbs               |
| 2006       | 1. kör Laura Granville     | J Gyementyjeva Flavia Pennetta          | –                         | –                                     | 1. kör Amy Frazier        | Lisa Raymond Rennae Stubbs            | 1. kör Alexa Glatch       | Eva Birnerová N Jakimava               |
| 2007       | –                          | –                                       | –                         | –                                     | –                         | –                                     | 1. kör Alexa Glatch       | M E Camerin Gisela Dulko               |
| 2008       | –                          | –                                       | –                         | –                                     | 3. kör R Kops-Jones       | Nathalie Dechy Casey Dellacqua        | Negyeddöntő R Kops-Jones  | A Medina Garrigues V Ruano Pascual     |
| 2009       | 2. kör R Kops-Jones        | A Medina Garrigues V Ruano Pascual      | 1. kör R Kops-Jones       | Vania King Monica Niculescu           | 1. kör R Kops-Jones       | Cara Black Liezel Huber               | 1. kör R Kops-Jones       | Vera Dusevina A Rodionova              |
| 2010       | 1. kör Jill Craybas        | Sally Peers Laura Robson                | 1. kör Nathalie Grandin   | Alizé Cornet Aravane Rezaï            | 1. kör Nathalie Grandin   | Sara Errani Roberta Vinci             | 1. kör Nathalie Grandin   | Gallovits-Hall Edina K Jans-Ignacik    |
| 2011       | 3. kör R Kops-Jones        | Cara Black A Rodionova                  | 1. kör R Kops-Jones       | Kristina Barrois Johanna Larsson      | 2. kör R Kops-Jones       | Cara Black Sahar Peér                 | 1. kör R Kops-Jones       | Liezel Huber Lisa Raymond              |
| 2012       | 1. kör R Kops-Jones        | Julia Görges Kaia Kanepi                | 2. kör R Kops-Jones       | Līga Dekmeijere T Tanasugarn          | Negyeddöntő R Kops-Jones  | Serena Williams Venus Williams        | 3. kör R Kops-Jones       | N Llagostera Vives MJ Martínez Sánchez |
| 2013       | 2. kör R Kops-Jones        | A Pavljucsenkova Lucie Šafářová         | 1. kör R Kops-Jones       | I-C Begu M Rybáriková                 | 3. kör R Kops-Jones       | Ashleigh Barty Casey Dellacqua        | 2. kör R Kops-Jones       | Serena Williams Venus Williams         |
| 2014       | Elődöntő R Kops-Jones      | J Makarova J Vesznyina                  | 2. kör R Kops-Jones       | I-C Begu Karin Knapp                  | 3. kör R Kops-Jones       | A Kudrjavceva Anastasia Rodionova     | 1. kör R Kops-Jones       | Zarina Diyas Hszü Ji-fan               |
| 2015       | Negyeddöntő R Kops-Jones   | Michaëlla Krajicek B Záhlavová-Strýcová | 1. kör R Kops-Jones       | Y Bonaventure AK Schmiedlová          | Elődöntő R Kops-Jones     | Martina Hingis Szánija Mirza          | 3. kör R Kops-Jones       | Sara Errani Flavia Pennetta            |
| 2016       | 2. kör Raquel Atawo        | M Lučić-Baroni Barbora Strýcová         | 2. kör Raquel Atawo       | Aleksandra Krunić M Lučić-Baroni      | Elődöntő Racquel Atawo    | Babos Tímea J Svedova                 | 1. kör Raquel Atawo       | Michaëlla Krajicek Heather Watson      |
| 2017       | 1. kör Monica Niculescu    | M Lučić-Baroni Andrea Petković          | 2. kör Katarina Srebotnik | I-C Begu Cseng Szaj-szaj              | 1. kör Katarina Srebotnik | B Haddad Maia Ana Konjuh              | 1. kör Katarina Srebotnik | Kayla Day Caroline Dolehide            |
| 2018       | 2. kör Alicja Rosolska     | Sorana Cîrstea B Haddad Maia            | 1. kör Alicja Rosolska    | Katerina Bondarenko Aleksandra Krunić | Elődöntő Alicja Rosolska  | Barbora Krejčíková Kateřina Siniaková | 1. kör Alicja Rosolska    | Lesley Kerkhove Lidzija Marozava       |
| 2019       | 2. kör Hszie Su-vej        | Samantha Stosur Csang Suaj              | 3. kör Nagyija Kicsenok   | Kirsten Flipkens Johanna Larsson      | 3. kör Nagyija Kicsenok   | Nicole Melichar Květa Peschke         | 2. kör Nagyija Kicsenok   | V Azaranka Ashleigh Barty              |

## Év végi világranglista-helyezései
| Év     | 2000 | 2001 | 2002 | 2003 | 2004 | 2005 | 2006 | 2007 | 2008 | 2009 | 2010 | 2011 | 2012 | 2013 | 2014 | 2015  | 2016 | 2017  | 2018 | 2019  |
| Egyéni | 545. | 262. | 311. | 225. | 92.  | 156. | 143. | 151. | 239. | 221. | 263. | 327. | 644. | 783. | 661. | 1258. | –    | 1205. | –    | 1268. |
| Páros  | 226. | 148. | 75.  | 57.  | 88.  | 58.  | 237. | 109. | 68.  | 43.  | 58.  | 36.  | 14.  | 23.  | 12.  | 18.   | 21.  | 27.   | 29.  | 35.   |